# Miles Poindexter
Miles Poindexter (Memphis, 1868. április 22. – Rockbridge megye, 1946. szeptember 21.) az Amerikai Egyesült Államok Washington államának szenátora.